# بوکا، بوتسوانا
بوکا (به انگلیسی: Bokaa) روستایی در ناحیهٔ کگاتلنگ کشور بوتسوانا است که در سال ۲۰۰۰ میلادی ۴٬۵۴۵ نفر جمعیت داشته که از این تعداد، ۲٬۱۸۵ نفر مرد و ۲٬۳۶۰ نفر زن بوده‌اند.